# Robert Wurtz

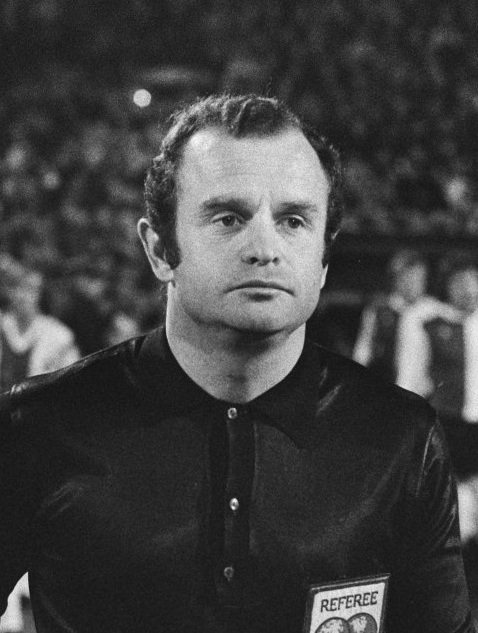
Robert Wurtz, 1976

Robert Charles Paul Wurtz [wyʁtz] (* 16. Dezember 1941 in Straßburg) ist ein ehemaliger französischer Fußballschiedsrichter, der in den 1970er und 1980er Jahren auch auf internationalem Parkett tätig war. Nach seiner sportlichen Karriere arbeitete er als Fernsehmoderator.
Fünfmal wurde Robert Wurtz zum „Schiedsrichter des Jahres“ in Frankreich gewählt (1971, 1974, 1975, 1977 und 1978).

## Sportliche Laufbahn
Der Elsässer hat selbst nie auf höherem Niveau Fußball gespielt, stand allerdings im Knaben- und Jugendalter bei Racing Strasbourg gemeinsam mit Gérard Hausser und Gilbert Gress in einer Mannschaft. In der Saison 1961/62 war er als Verteidiger Stammspieler beim südbadischen Verbandsligisten Kehler FV in der damals dritthöchsten Spielklasse; zum Training und den Heimspielen fuhr er mit dem Fahrrad auf die andere Rheinseite. Aufgrund der Belastungen durch sein gleichzeitiges Studium der Biologie und Chemie in Straßburg wechselte Robert Wurtz nach einem Jahr das Metier und begann Ende 1962 mit der Schiedsrichterei. Ab Mitte der 1960er Jahre förderte Pierre Schwinté, Schiedsrichter bei zwei Weltmeisterschaftsendrunden (1962 und 1966), ihn in dieser Tätigkeit intensiv; so wurde Wurtz ab 1967 in der höchsten Amateurliga, ab Herbst 1968 in der professionellen zweiten und ab Juni 1969 in der ersten Division (Debüt beim Spiel RC Paris-Sedan gegen Olympique Marseille) eingesetzt.
1973 und 1976 leitete er jeweils das französische Pokalendspiel, wobei er sich 1973 den Spott beider Mannschaften zuzog, weil er zwei Treffer anerkannte, denen jeweils ein offenkundiges Handspiel der Torschützen Bernard Lacombe (Olympique Lyon) und Didier Couécou (FC Nantes) vorausgegangen war. Couécou wurde nach dem Spiel mit den Worten zitiert: „Heute hieß der Schiedsrichter Ray Charles“. Diese Episode tat Robert Wurtz' Karriere jedoch keinen Abbruch, wenngleich er wegen dieses nach seinen eigenen Worten „vollständigen Aussetzers“ anschließend ernsthaft erwogen habe, mit der Schiedsrichterei ganz aufzuhören. Schon 1970 wurde er zunächst als UEFA-, ab Mitte des Jahrzehnts als FIFA-Referee eingesetzt. Seine ersten internationalen Auftritte waren ein Freundschaftsspiel zwischen den Nationalmannschaften Belgiens und Luxemburgs (7. November 1969) sowie – nachdem er sich dabei „bewährt“ hatte, mit dem UEFA-Wappen auf der Brust – eine Begegnung des Toto-Pokals auf deutschem Boden, als der 1. FC Kaiserslautern am 31. Juli 1970 in Homburg gegen Tatran Prešov 4:0 gewann. Als Linienrichter hatte er bereits im Herbst 1969 bei einem Europapokalspiel zwischen Austria Wien und Dynamo Kiew debütiert.
Seine insgesamt als gut bewerteten Leistungen verhalfen Wurtz schon früh auch zu Einsätzen als Profischiedsrichter: im Sommer 1971 brachte er es auf elf Spielleitungen in der mexikanischen Liga, und im Frühjahr 1974 verpflichtete ihn der brasilianische Verband für drei Vorbereitungsspiele der Seleção auf die WM in Deutschland (gegen Griechenland, Paraguay und Rumänien). In Mexiko erhielt er während seiner knapp drei Monate ein Fixum von je 500 US-Dollar zuzüglich Spesen von 250 Dollar pro Partie.
Er leitete zahlreiche Europapokalbegegnungen, darunter das Rückspiel des ersten deutsch-deutschen Duells im Europapokal der Landesmeister von Dynamo Dresden gegen Bayern München 1973, das Finale im Pokalsiegerwettbewerb 1975/76 zwischen RSC Anderlecht und West Ham United sowie das Endspiel im Landesmeisterwettbewerb 1976/77, das der FC Liverpool mit 3:1 gegen Borussia Mönchengladbach gewann. Des Weiteren stand er 1976 im Rückspiel um den Weltpokal, in dem Bayern München bei Cruzeiro Belo Horizonte ein 0:0 zum Titelgewinn reichte, an der Seitenlinie.
Diese und seine Auftritte bei der Weltmeisterschaft 1978 – die Vorrundenbegegnung Brasilien gegen Österreich, in der zweiten Runde Argentinien gegen Peru sowie als Linienrichter bei Niederlande gegen Iran – machten ihn weit über Frankreichs Landesgrenzen hinaus bekannt. Bei der Europameisterschaft 1980 kam er als Spielleiter der Begegnung Deutschlands gegen die Niederlande zum Einsatz. 1979 pfiff er das Finale der Südpazifik-Spiele (Tahiti gegen Fidschi) in Suva; im Mai 1984 wurde er mit der Leitung des Finalrückspiels der U-21-Europameisterschaft zwischen England und Spanien betraut. Zur Weltmeisterschaft 1982 sowie der Europameisterschaft 1984 allerdings nominierte der französische Fußballverband nicht Wurtz, sondern Michel Vautrot, und bei der WM 1986 erhielt Joël Quiniou den Vorzug vor dem inzwischen 44-Jährigen. Sein letztes internationales Pflichtspiel leitete er am 1. Oktober 1986 (Partizan Belgrad gegen Borussia Mönchengladbach, 2:4), sein letztes nationales (FC Montceau gegen CL Dijon, zweite Division) am 15. März 1990. Allerdings trat er danach noch häufig bei Benefiz- und Jubiläumspartien auf und war sich – wie schon zu seiner aktiven Zeit – auch nicht zu schade, Spiele unterklassiger Amateurmannschaften im Nordelsass zu pfeifen.
Robert Wurtz war berühmt für seine theatralische Gestik und seinen nahezu tänzerischen Laufstil, die ihm erstmals schon 1974 durch die brasilianische Zeitung O Globo den Spitznamen „Nijinsky der Trillerpfeife“ eintrugen und von manchem offiziellen Beobachter bereits frühzeitig gerügt worden waren („Ich frage mich, ob ich einen Schiedsrichter oder einen Boxer gesehen habe.“). Außerdem sprach er während der Begegnungen viel mit Spielern, feuerte sie gelegentlich sogar an. Legendär ist eine Szene aus einem Ligaspiel im November 1989 im Prinzenparkstadion, das von Seiten der Spieler aus dem Ruder zu laufen drohte, wozu auch die permanent in das Spiel hineinrufenden Trainer von Paris Saint-Germain und AJ Auxerre beitrugen. Bei einer Spielunterbrechung lief Wurtz zu Auxerres Trainer Guy Roux an die Seitenlinie, sank kurz bevor er ihn erreichte auf die Knie, hob Roux die wie zum Gebet gefalteten Hände entgegen und forderte ihn auf, diese Unsitte endlich einzustellen. Roux quittierte dies mit einer weit ausladenden Geste („Kratzfuß“), das Publikum und mehrere Spieler applaudierten und das Spiel beruhigte sich anschließend schlagartig.

## Schiedsrichterstatistik
- in Frankreich zwischen 1968 und 1990 insgesamt 450 Erst-, 100 Zweitliga- und 50 Pokalbegegnungen (darunter zwei Endspiele)
- international zwischen 1969 und 1986 80 Einsätze, unter anderem auch bei der WM 1978 und der EM 1980 sowie einem Weltpokalfinale und zwei Europapokalendspielen
- fünfmal „Schiedsrichter des Jahres“ in Frankreich (1971, 1974, 1975, 1977 und 1978)

## Leben neben und nach der sportlichen Karriere
Der promovierte und anschließend lange in einem Straßburger Blutuntersuchungslabor arbeitende Robert Wurtz ist seit 1980 verheiratet und lebt seither im nordelsässischen Climbach. In den 1980ern fungierte er mehrere Jahre als Berater des Präfekten von Bas-Rhin und übernahm 1990 eine leitende Tätigkeit in einem Chemieunternehmen in Lauterbourg. In dieser Zeit hat er auch seine Lebenserinnerungen in Buchform veröffentlicht. Ab 1998 kehrte er als Schiedsrichter in die Öffentlichkeit zurück – bei Intervilles, der französischen Version von Spiel-ohne-Grenzen-Nachfolger Deutschland Champions, die auf verschiedenen Kanälen von France Télévisions (zunächst bei TF1, ab 2004 auf France 2 und ab 2006 auf France 3) ausgestrahlt wurde, sowie bei Intervilles Junior auf dem TV-Sender Gulli. Aufgrund eines Schlaganfalles im Juli 2007 musste er diese Tätigkeit beenden; den Anfall kommentierte er anschließend mit den Worten „Ich bekam die dunkelgelbe Karte gezeigt“.